# 亞姆列殊·普利
亞姆列殊·普利（英語：Amrish Puri；1932年6月22日—2005年1月22日）是印度知名电影男演員。亞姆列殊·普利主要扮演多个印度电影经典的反派角色，其中最為著名的角色是1987年的《印度先生》的坏人Mogambo。
他曾三次榮獲印度電影觀眾獎的最佳男演員殊榮。普利其他知名的電影作品包括好莱坞电影《魔宮傳奇》。

## 外部連結
- 亞姆列殊·普利在互联网电影资料库（IMDb）上的資料（英文）